# Valdesogo de Abajo
Valdesogo de Abajo es una localidad española, perteneciente al municipio de Villaturiel, en la provincia de León y la comarca de La Sobarriba, en la comunidad autónoma de Castilla y León. Situado en el margen izquierdo del río Bernesga, sobre el arroyo de Valdesogo, afluente del río Porma. Perteneció a la antigua Hermandad de La Sobarriba.

## Geografía

### Ubicación
| Noroeste: Castrillo de la Ribera | Norte: Valdesogo de Arriba | Noreste: Toldanos    |
| Oeste: Marialba de la Ribera     |                            | Este: Marne          |
| Suroeste Alija de la Ribera      | Sur: Villaturiel           | Sureste: Villaturiel |

## Demografía
Evolución de la población
| Gráfica de evolución demográfica de Valdesogo de Abajo entre 2000 y 2014 |
|                                                                          |
| Población de derecho (2000-2014) según el padrón municipal del INE       |